# Onthophagus anthonyi
Onthophagus anthonyi är en skalbaggsart som beskrevs av Walter 1989. Onthophagus anthonyi ingår i släktet Onthophagus och familjen bladhorningar. Inga underarter finns listade i Catalogue of Life.